# 姚文田
姚文田（1758年—1827年），字秋農，號梅漪。浙江歸安縣（今浙江吴兴）人。清朝政治人物、狀元。官至禮部尚書。

## 生平
姚文田生于乾隆二十三年（1758年）。乾隆五十九年（1794年）高宗巡幸天津，姚文田收召應試，獲得第一，授內閣中書，充軍機章京。嘉庆四年（1799年）中式一甲第一名進士（状元），授翰林院修撰。曾出典廣東、福建鄉試，出督廣東、河南學政，累遷國子監祭酒。
嘉慶十八年（1813年），直南書房。朝廷因林清之變，下詔求言，姚文田上疏，建議減稅賦、慎刑罰，得到清仁宗嘉納。嘉慶二十年（1815年），擢兵部侍郎，歷改戶部、禮部。嘉慶二十二年（1817年）典會試。嘉慶二十四年（1819年）督江蘇學政。
道光元年（1821年），江浙督撫孫玉庭等商議禁絕漕務浮收，明定為八折，實則許其加二。姚文田上疏反對，切中要害，於是朝廷下詔禁浮收，裁革運丁陋規，八折之議告寢。道光四年（1824年）擢左都御史。道光七年（1827年）遷禮部尚書。不久卒，朝廷依照尚書例賜卹，諡文僖。《清史稿》有傳。

## 著作
姚文田工書法，著作甚豐。有《學易討原》一卷、《春秋經傳朔閏表》二卷、《四書瑣語》一卷、《邃雅堂學古錄》七卷、《偏旁舉略》一卷、《古音諧》八卷、《四聲易知錄》四卷、《漢初年月日表》一卷、《廣陵事略》七卷、《周初年月日歲星表》一卷、《邃雅堂文集》十卷、《說文聲系》三十卷、《說文考異》三十卷、《春秋日月表》五卷、《後漢郡國志校補》一卷、《進御集》二卷、《四子義》一卷、《內經脈法一卷、《疑龍經注》一卷、《撼龍經注》一卷、《相宅》一卷。

## 延伸阅读
[在维基数据编辑]
 《清史稿·卷374》，出自趙爾巽《清史稿》
 在维基共享资源阅览影像